# Wielkie Gacno (jezioro)
Jezioro Wielkie Gacno – jezioro lobeliowe w woj. pomorskim, w powiecie chojnickim, w gminie Chojnice, leżące na terenie Równiny Charzykowskiej i Parku Narodowego „Bory Tucholskie”. W odróżnieniu od sąsiadującego jeziora Małe Gacno nie stanowi obszaru ochrony ścisłej.

## Informacje ogólne
Akwen ma powierzchnię 14,2 ha, maksymalną głębokość 6,2 m, przy średniej głębokości 3,1 m. Położony jest w południowo-zachodniej części parku narodowego. Sąsiaduje z jeziorem Małe Gacno, również lobeliowym.

## Przyroda

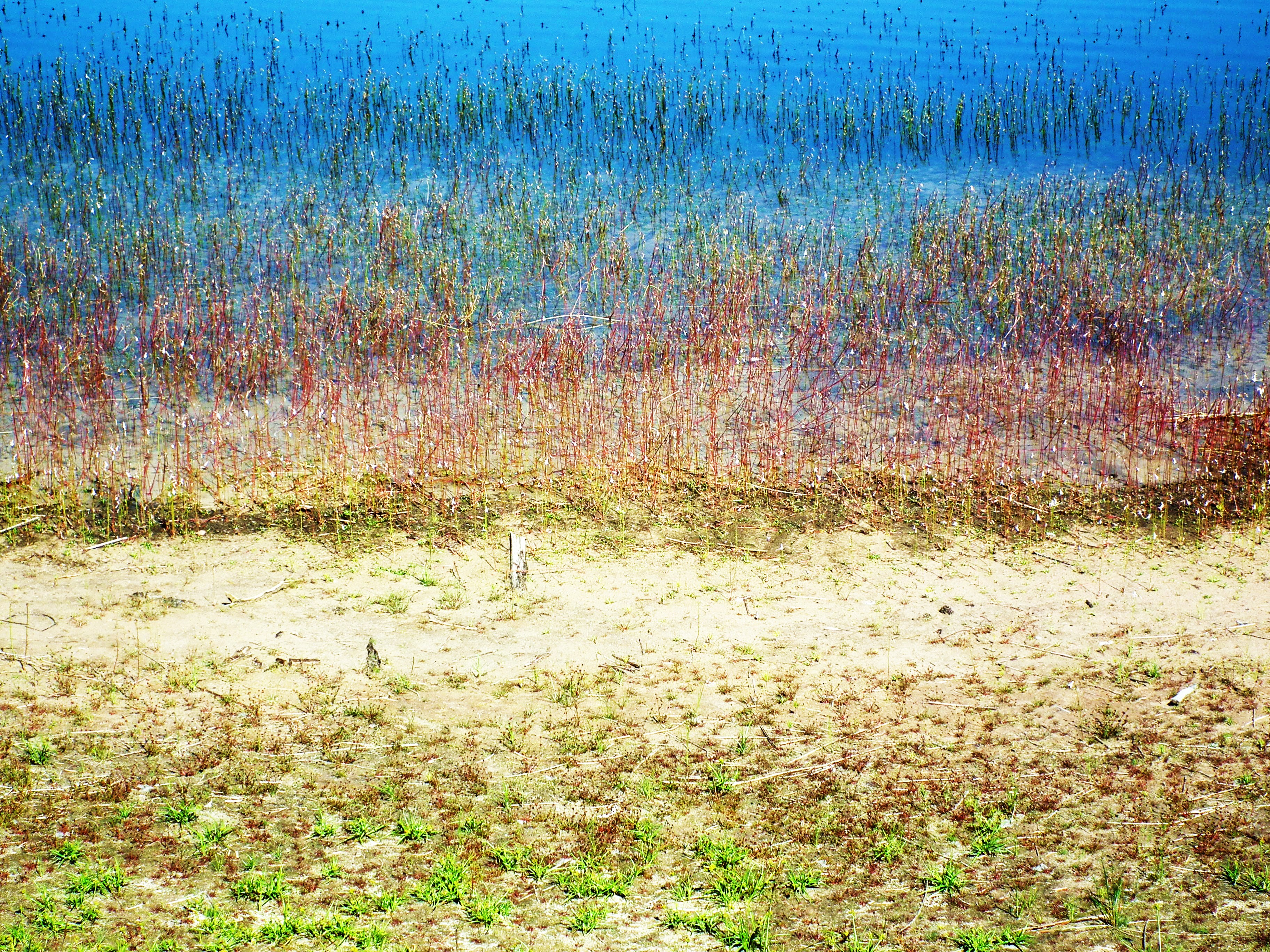
Strefa przybrzeżna

Przybrzeżną strefę litoralu buduje lobelia jeziorna, zaś głębsza strefa litoralu zdominowana jest przez poryblin jeziorny.
Roślinność zanurzoną reprezentują również występujące dość nielicznie: moczarka kanadyjska i rdestnica połyskująca. Strefę roślinności o liściach pływających budują głównie grzybienie białe, grążele żółte, rdestnice pływające, jak również rzadka elisma wodna. Szuwar budują przede wszystkim kwitnące egzemplarze lobelii jeziornej oraz turzyca nitkowata (nieliczna jest też w domieszce turzyca dzióbkowata), ponikło błotne i trzcina pospolita). Strefa ekotonu jeziora miejscami ma charakter torfowiska (rośnie tu przede wszystkim torfowiec błotny i torfowiec odgięty, jak również rosiczka okrągłolistna, żurawina błotna, przygiełka biała i bardzo licznie rzadki w Polsce widłaczek torfowy).
Ryby w jeziorze praktycznie nie występują, co warunkowane jest kwaśnym odczynem wody i niską trofią.

## Turystyka
Wschodnim brzegiem jeziora prowadzi ścieżka dydaktyczna z Funki do Bachorza. Urządzono tu pomost w kształcie serca, umożliwiający oglądanie strefy przybrzeżnej.